# إريك هينركسن
إريك هينركسن (بالإنجليزية: Erik Henriksen)‏ هو متزلج سريع أمريكي، ولد في 8 أبريل 1958 في مقاطعة شامبين في الولايات المتحدة.

## وصلات خارجية
- إريك هينركسن على موقع SpeedSkatingBase.eu (الإنجليزية)
- إريك هينركسن على موقع SpeedSkatingNews.info (الإنجليزية)
- إريك هينركسن على موقع SpeedSkatingStats.com (الإنجليزية)
- إريك هينركسن على موقع أوليمبيديا (الإنجليزية)